# 490-talet f.Kr.

## Händelser
- År 502 f.Kr. har ön Naxos gjort uppror mot Persiska riket. 499 f.Kr. gör staden Miletos guvernör Aristagoras ett misslyckat anfall mot ön, varefter han anstiftar det joniska upproret, ett uppror bland de joniska städerna i Mindre Asien mot Persiska riket. Detta gör att krig utbryter mellan Persien och några av de många olika stadsstaterna i Grekland, inklusive Miltiades d.y.; dock inte Sparta, som är ovilliga att gå med. Året därpå skickar stadsstaterna Aten och Eretria trupper mot perserna, som ytterligare ett år senare marscherar från Efesos mot Sardis. Härskaren där, Artafernes, blir överraskad av de grekiska trupperna och kan inte förhindra, att dessa plundrar och bränner staden. När de sedan återvänder till kusten blir de dock besegrade av Artafernes. Härvid går, året därefter, Cypern med i upproret, medan Hipparchos i Aten börjar argumentera för att motståndet mot perserna är meningslöst. År 494 f.Kr. besegras de upproriska av perserna i det avgörande slaget vid Lade, vilket gör slut på upproret. De upproriska städerna behandlas ganska milt, men de greker som har stött dem får en hård behandling.
- År 509 f.Kr. har Roms siste kung, Tarquinius Superbus, störtats och den Romerska republiken har etablerats. Den avsatte kungen har dock inte gett upp tankarna på att återkomma, men 496 f.Kr. blir han besegrad av romerska styrkor i slaget vid Regillus och avlider året därpå.
- År 494 f.Kr. inrättas de båda romerska tjänsterna tribun, som skall vara ledare för plebejerna (folket), och edil, som ska ansvara för de tempel och den kult, som ägnar sig åt gudinnan Ceres. Därmed blir Rom en liberal republik istället för aristokratisk.
- År 493 f.Kr. får Aten en ny ledare i Themistokles. Han förespråkar motstånd mot perserna och trots att grekerna har besegrats av dem året innan börjar han förbereda nya stridigheter mot dem, genom att börja bygga den befästa hamnstaden Pireus, som blir Atens hamnstad. Året därpå inleds också mycket riktigt ett nytt krig mellan Grekland och Persiska riket, då perserna under kung Dareios I inleder ett fälttåg mot Grekland. Då stora delar av deras flotta går under i en storm kan de för tillfället inte genomföra planerna på att anfalla Aten och Eretria, men lyckas kuva Thrakien och Makedonien. Två år senare återkommer de dock med en väldig armé på 15.000 man, för att straffa Aten och Eretria för deras delaktighet i det joniska upproret. Den 12 september blir de dock besegrade av en grekisk armé på 11.000 man i slaget vid Marathon. Efter slaget springer enligt legenden löparen Feidippides de cirka fyra milen till Aten och kan, innan han faller död ner av utmattning, lämna budskapet, att grekerna har segrat. Denna legendariska löpning ligger till grund för nutidens maratonlopp.

## Födda
- 496 f.Kr. – Sofokles, grekisk (atensk) dramatiker och statsman.
- 495 f.Kr. – Perikles, atensk politiker.
- 490 f.Kr. – Empedokles, grekisk filosof.

## Avlidna
- 497 f.Kr. – Pythagoras, grekisk filosof och matematiker.
- 496 f.Kr. – Sun Zi, kinesisk författare av det klassiska verket Krigskonsten.
- 495 f.Kr. – Tarquinius Superbus, den siste kungen av Rom.